# Kuhlendorf
Kuhlendorf est une ancienne commune française du Bas-Rhin, associée à Betschdorf depuis 1972.
Ses habitants sont appelés les Kuhlendorfois.

## Histoire
Le 1er juillet 1972, la commune de Kuhlendorf est rattachée à celle de Betschdorf sous le régime de la fusion-association.

## Politique et administration
| Les données manquantes sont à compléter. |                  |                     |  |                |
| ?                                        | 1972             | Georges Linger père |  |                |
| Maires délégués                          |                  |                     |  |                |
| Les données manquantes sont à compléter. |                  |                     |  |                |
| 2008 ?                                   | 2012 (démission) | Henri Strohm        |  |                |
| 2012                                     | En cours         | Aline Klipfel       |  | Réélue en 2020 |

## Démographie
| 1936 | 1946 | 1954 | 1962 | 1968 |
| ---- | ---- | ---- | ---- | ---- |
| 90   | 118  | 117  | 101  | 95   |

## Culture locale et patrimoine

### Héraldique
| Blason de Kuhlendorf | Blason  | Parti : au 1er coupé au I d’or à l’aigle bicéphale de sable, au II de sinople à trois fasces d’argent, au 2e d’argent au lion de sable et à la bordure de gueules. |
| Blason de Kuhlendorf | Détails | |

### Lieux et monuments
- Église de Kuhlendorf, construite en 1820